# بريجيت كروناور
بريجيت كروناور (بالألمانية: Brigitte Kronauer) هي كاتبة ألمانية، ولدت عام 1940 في إسن بألمانيا وتوفيت في 22 يوليو 2019 في هامبورغ في ألمانيا. درست الأدب الألماني والتربية. ونشرت أعمالها في النقد الأدبي ونصوصاً نثرية صغيرة في المجلات قبل أن تبدأ في كتابة القصص والروايات.

## أعمالها
- مسار الأشياء الذي لا يمكن تجنبه (1974) «Der unvermeidliche Gang der Dinge»
- السيدة مولنبك في الصندوق «Frau Mühlenbeck im Gehäus» (رواية 1980).
- ريتا مونستر «Rita Münster» (رواية 1983).
- أقواس نمتطيها «Berittene Bogenschütze» (رواية 1986).
- المرأة وسط الوسائد «Die Frau in den Kissen» (رواية 1990).
- المضحك «Der Schnurrer» (قصص 1992).

## روابط خارجية
- بريجيت كروناور على موقع مونزينجر (الألمانية)